# Попилии
Попилиите (на латински: Popillii; Popilii; Popillia) са плебейски род, който дава консули от 4 век пр.н.е. до края на Римската република.
Името Попилии произлиза от оскийски. През средата на 4 век един член на този род успява да стане консул. Според Цицерон (Brutus, 56, 364), когато този прародител точно е на поклонение се започнал плебейски бунт. Той, още наметнат с вълненото си палто на един Фламин Carmentalis, така наречената laena, се показва пред народа и с речта си успокоява духовете. Затова получил това допълнително име - Ленат.

## Известни отgens Popillia
- Марк Попилий Ленат, консул 359, 356, 350 и 348 пр.н.е.
- Марк Попилий Ленат, консул 316 пр.н.е.
- Тит Попилий, легат в Капуа 211 пр.н.е.
- Публий Попилий, от тримата посланици до цар Сифакс в Нумидия 210 пр.н.е.
- Гай Попилий, конник против хистрите 178 пр.н.е.
- Марк Попилий, от тримата посланици до Етолийския съюз в Етолия 174 пр.н.е.
- Марк Попилий Ленат, консул 173 пр.н.е., цензор 159 пр.н.е.
- Гай Попилий Ленат, консул 172 и 158 пр.н.е.
- Марк Попилий Ленат, консул 139 пр.н.е.
- Публий Попилий Ленат, консул 132 пр.н.е.
- Публий Попилий Ленат (трибун 86 пр.н.е.), народен трибун 86 или 85 пр.н.е.
- Гай Попилий, народен трибун 68 пр.н.е.
- Гай Попилий Кар Педон, суфектконсул 147 г.
- Попилий Педон Апрониан, консул 191 г.

Жени:
- Попилия, две жени

Други:
- Виа Попилия, римски път